# Trimalaconothrus iteratus
Trimalaconothrus iteratus är en kvalsterart som beskrevs av Subías 2004. Trimalaconothrus iteratus ingår i släktet Trimalaconothrus och familjen Malaconothridae. Inga underarter finns listade i Catalogue of Life.